# Denpachi kitsune

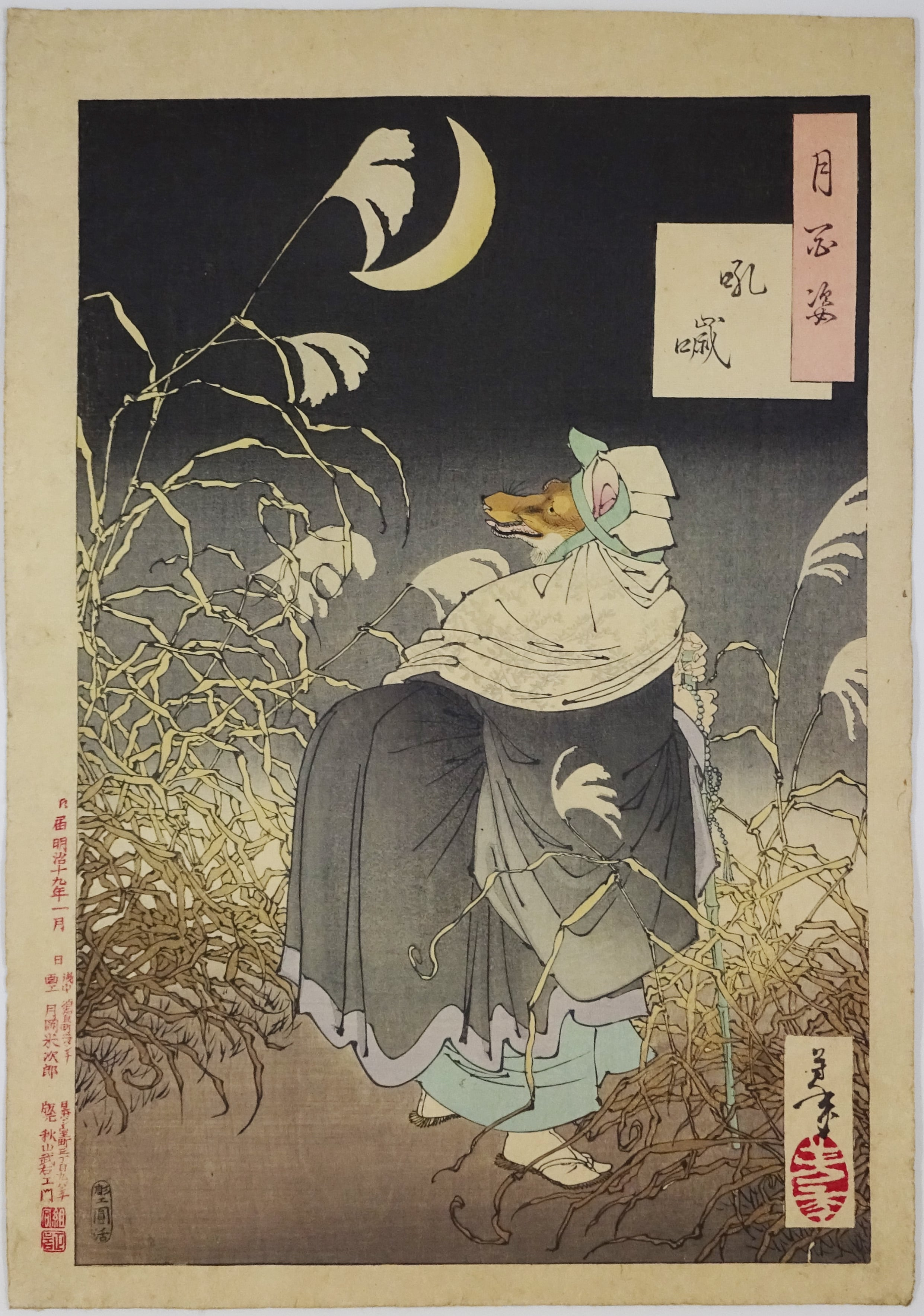
Verkleideter Kitsune, wie er in Yoshitoshis Tsuki no Hyakushi (月百姿) erscheint.

Denpachi kitsune (伝八狐; „Denpachi, der Kitsune“), auch bekannt unter dem Namen Konoha Inari Daimyō (木ノ葉稲荷大名; „Konoha, der strahlende Fuchs-Fürst“), ist der Name eines fiktiven Wesens der japanischen Folklore und eine Figur aus einem populären, aber traurigen Volksmärchen. Er gehört zur Yōkai-Gruppe der Kitsune („Fuchskobolde“).

## Legende
Der Legende nach lebte in der Kanto-Region ein junger Kitsune namens Konoha. Er war noch sehr jung und ganz anders als die meisten Kitsune: er war von der Kultur der Menschen fasziniert und wollte den Buddhismus studieren. Nun hatte er erfahren, dass die neu gegründete Seminar-Schule Nichiren-shū (heutige Risshō-Universität) einzigartige buddhistische Lehren und Schriften anbot und jeder fleißige und willige Student sei willkommen. Er erinnerte sich dann aber daran, dass Yōkai wohl kaum aufgenommen würden. Also erlernte er die Kunst der Verwandlung und nahm die Gestalt eines ganz jungen Studenten an. Konoha ließ sich unter dem Pseudonym Denpachi eintragen und erwies sich schon bald als ein hochbegabter Musterstudent.
Zehn Jahre lang studierte er an der Universität und schaffte es, Mitschüler wie Gelehrte und sogar Priester zu narren. Nur eines kam den Leuten an der Universität seltsam vor: immer wieder entdeckten sie Abdrücke von den Hinterpfoten eines Fuchses im Garten, nachdem es ausgiebig geregnet hatte. Auch sorgsam abgezupfte Blätter eines heiligen Baumes mit Schriftzeichen darauf wurden gefunden. Die Priester argwöhnten sogleich, dass ein Kitsune die Gärten heimsucht, aber dass dieser Kitsune regelmäßig neben ihnen im Auditorium sitzen und büffeln würde, darauf kamen sie nicht. Zehn Jahre ging es gut. Bis Konoha (alias Denpachi) seine Abschlussprüfung mit Bestnote schaffte und die Universität neun Schüler für ihren Erfolg mit einem prächtigen Trinkgelage belohnte (an buddhistischen Schulen ist Alkohol normalerweise strengstens untersagt). Konoha ließ sich leichtsinnigerwise auf ein Wetttrinken ein. Zwar soll er alle Studenten unter den Tisch getrunken haben, doch seine Trunkenheit hob seinen Täuschungszauber auf. Und so stand plötzlich ein waschechter, gröhlender Kitsune vor der Schülerschaft. 
Nach kurzem Schreck stürzten sich die Studenten, die sich verständlicherweise betrogen sahen, auf den armen Konoha und schlugen ihn fast tot. Der Abt des Tempels, Nōke-seijin, schritt entsetzt ein und fragte Konoha nach dem Grund für seine Scharade. Konoha erzählte alles. Abt und Schulleiter schimpften die Studenten aus und erklärten Konohas Prüfungszeugnisse für gültig. Konoha durfte bleiben, unter der Bedingung, dem Tempel zu dienen und seine Kräfte zum Schutze der Universität und des Tempels einzusetzen. Konohas Geist fuhr nach dessen frühen Tod in einen kleinen Schrein, wo er seitdem unter dem Namen Konoha Inari Daimyō verehrt wird.

## Hintergrund
In der japanischen Mythologie wird der Glaube an fuchsgestaltige Yōkai, den Kitsune, seit der Nara-Zeit überliefert. Für gewöhnlich aber gelten Kitsune als sehr launisch, sie nehmen gegenüber Menschen meist eine ablehnende und missgünstige Haltung ein. Sie sind bekannt und gefürchtet für ihre Verwandlungskünste, ihre Fähigkeit zu sprechen und für ihre Feuerzauber (Kitsunebi). Es gibt nicht allzu viele Überlieferungen, in denen Kitsune den Menschen Gutes tun.
Die Geschichte von Denpachi ist eng mit der Gründungsgeschichte des Hankoji-Tempel (飯高寺; Hankoji tera) mit Inari-Schrein (稲荷大明神; Inari daimyojin) bei Sōsa in der Präfektur Chiba verbunden. Es handelte sich dabei ursprünglich um einen recht kleinen buddhistischen Tempel der Nichiren-Sekte, die hier um 1573 gegründet worden war. Ab 1575 enthielt sie eine buddhistische Klosterschule, um 1580 wurde die Seminar-Schule Nichiren-shū eingerichtet. Um 1812 öffnete die Risshō-Universität, die älteste Universität von Japan. Schirmherr war (und ist) Ii Naosuke. Es ist unbekannt, wann genau die Geschichte um Denpachi Kitsune aufkam. Vermutet wird der Zeitraum um 1600, da sie die Nichiren-Schule erwähnt.